# Kanton Saint-Pierreville
Der Kanton Saint-Pierreville war bis 2015 ein französischer Wahlkreis im Arrondissement Privas, im Département Ardèche und in der Region Rhône-Alpes; sein Hauptort (frz.: chef-lieu) war Saint-Pierreville. Die landesweiten Änderungen in der Zusammensetzung der Kantone brachten im März 2015 seine Auflösung.
Der Kanton Saint-Pierreville war 143,27 km² groß und hatte 3241 Einwohner (Stand 2012).

## Gemeinden
| Gemeinde                  | Einwohner (Stand: 2022) | Code postal | Code Insee |
| ------------------------- | ----------------------- | ----------- | ---------- |
| Albon-d’Ardèche           | 158                     | 07190       | 07006      |
| Beauvène                  | 202                     | 07190       | 07030      |
| Gluiras                   | 368                     | 07190       | 07096      |
| Issamoulenc               | 105                     | 07190       | 07104      |
| Marcols-les-Eaux          | 283                     | 07190       | 07149      |
| Saint-Étienne-de-Serre    | 217                     | 07190       | 07233      |
| Saint-Julien-du-Gua       | 169                     | 07190       | 07253      |
| Saint-Pierreville         | 515                     | 07190       | 07286      |
| Saint-Sauveur-de-Montagut | 1112                    | 07190       | 07295      |